# Carreghwfa
 Carreghwfa é uma comunidade situada no condado de Powys, Gales. Está a 144.2 km de Cardife e a 247.2 km de Londres. De acordo com o censo relizado em 2011 no Reino Unido, sua população era de 654 com aproximadamente 10.2% deles aptos a falar galês.